# Sigismund von Schlichting
Wilhelm Lorenz Sigismund von Schlichting (* 3. Oktober 1829 in Berlin; † 22. Oktober 1909 in Herischdorf) war ein preußischer General der Infanterie sowie Militärhistoriker und Militärschriftsteller. Er gilt als einer der Militärtheoretiker der vor dem Ersten Weltkrieg entstehenden „Operativen Kunst“, also der Lehre von den Handlungen der Divisionen, Armeekorps, Armeen, Heeresgruppen bzw. Fronten.

## Leben

### Herkunft
Seine Eltern waren der spätere General der Infanterie Eduard von Schlichting (1794–1874) und dessen Ehefrau Emilie Friederike Sophie Elisabeth, geborene von Warburg (1803–1887).

### Militärkarriere
Schlichting besuchte die Kadettenhäuser in Wahlstatt und Berlin und trat dann am 22. April 1847 als Portepeefähnrich in das 7. Infanterie-Regiment der Preußischen Armee ein. Er besuchte nicht die Kriegsakademie, sondern die Rheinische Friedrich-Wilhelms-Universität und die Georg-August-Universität Göttingen. 1861 wurde Schlichting er zum Hauptmann befördert. 1866 nahm er am Krieg gegen Österreich teil. Danach wurde er zum Major befördert und in den Generalstab abgeordnet. 1870 führte er ein Bataillon des 4. Oberschlesischen Infanterie-Regiments Nr. 63 im Krieg gegen Frankreich. Mit diesem nahm er an der Belagerung von Paris teil, kämpfte bei Chevilly und Villejuif und wurde mit dem Eisernen Kreuz II. Klasse ausgezeichnet.
Von 1872 bis 1874 war Schlichting Chef des Stabes des VII. Armee-Korps, welches in Münster stationiert war. Am 2. September 1873 wurde er zum Oberst befördert und am 27. Oktober 1874 zum Kommandeur des Königin Elisabeth Garde-Grenadier-Regiments Nr. 3 ernannt. Danach war Schlichting ab 12. März 1878 Chef des Generalstabes des Gardekorps. Am 1. Juni 1885 wurde Schlichting zum Kommandeur der 1. Garde-Division ernannt. Dieses Kommando gab er am 9. August 1888 ab und war dann bis 1896 Kommandierender General des XIV. Armee-Korps in Karlsruhe.
Schlichting wurde am 2. Januar 1896 unter Belassung à la suite des 1. Badischen Leib-Grenadier-Regiments Nr. 109 mit Pension zur Disposition gestellt. Er verstarb am 22. Oktober 1909 und wurde drei Tage später, am 25. Oktober, in der Zietengruft in Bad Warmbrunn beigesetzt. Die Zietengruft wurde 2024/25 durch den Verein zur Pflege schlesischer Kunst und Kultur wieder in einen würdigen Zustand versetzt.

### Familie
Am 15. November 1860 heiratete er in Breslau Maria Gräfin von Zieten (1838–1923), Tochter von Karl Leopold von Zieten (1802–1870) und Ernestine von Schaffgotsch (1805–1846). Das Paar hatte mehrere Kinder, darunter:
- Hedwig (1861–1924), Oberin im Krankenhaus Eppendorf und Gründerin des Deutschen Schwestern-Vereins
- Sigismund (1863–1911), preußischer Hauptmann und osmanischer Offizier, ermordet in Konstantinopel ⚭ Ada von Warburg (* 1865)
- Emilie (* 1864) ⚭ 1892 Richard von Funck (1841–1906), preußischer General der Infanterie
- Joachim (1866–1952), preußischer Oberst und Kommandeur der 16. Kavallerie-Brigade ⚭ Antonie von Froben (* 1874)

## Auszeichnungen
- Kronenorden I. Klasse am 1. September 1887
- Großkreuz des Ordens vom Zähringer Löwen am 21. August 1889
- Großkreuz des Roten Adlerordens mit Eichenlaub am 18. Januar 1891
- Großkreuz des Ordens Berthold des Ersten am 2. Mai 1892
- Großkreuz des Ordens der Württembergischen Krone[2] am 18. Juni 1892
- Großkreuz des Großherzoglich Hessischen Philippsordens am 2. April 1893
- Schwarzer Adlerorden am 2. Januar 1896
- Großkreuz des Hausordens der Treue am 3. Februar 1896

## Werke
- Taktische und strategische Grundsätze der Gegenwart. 1887–1899, 3 Bände. Band 1, Band 2, Band 3 (Teilansicht)
- Moltke und Benedek.eine Studie über Truppenführung 1900.
- Moltkes Vermächtnis. 1901.